# Magic Hour (河村隆一のアルバム)
『Magic Hour』（マジックアワー）は、2015年10月28日に発売された河村隆一9作目のオリジナル・アルバム。

## 概要
前作・Concept RRR 『never fear』から1年ぶりオリジナル・アルバムでは2年ぶりの新作。HQCD仕様。

## 収録曲
全曲作詞・作曲：河村隆一/編曲：葉山拓亮
1. Wisteria -ふじ-
2. Promenade -散歩道-
3. Candle -炎-
4. Chronicle -年代記-
5. Terroir -恵み-
6. Architecture -しくみ-
7. Moderate -ゆるやかな-
8. Champagne -時の旅人-
9. Cold Rain -冷たい雨-
10. Beautiful World -美しい世界-
11. Twilight Time -その訪れ-